# Ophiopogon paniculatus
Ophiopogon paniculatus är en sparrisväxtart som beskrevs av Zheng Yin Zhu. Ophiopogon paniculatus ingår i släktet Ophiopogon och familjen sparrisväxter. Inga underarter finns listade i Catalogue of Life.